# Popfesztivál ’91
A Popfesztivál '91 (szponzorálási okból: ÁB Popfesztivál '91)  egy könnyűzenei dalverseny volt, amely a Rákóczi Hanglemez-kiadó és Manageriroda rendezésében került sorra és a Magyar Televízió közvetítette.
A dalverseny 1991. február 9. és 23. között került megrendezésre. A két elődöntőt a Fővárosi Művelődési Házban, a döntőt Honvéd Kulturális Központban tartották meg.
A műsorvezető Vágó István volt.

## Elődöntők

### 1. Elődöntő (február 9.)
| Előadó                          | Dal                           | Pontszám |
| ------------------------------- | ----------------------------- | -------- |
| Végh Róbert és a csibék         |                               | 57       |
| Kökény Anna                     |                               | n.a.     |
| Candy együttes                  |                               | n.a.     |
| Egyesült Álmok                  |                               | 52       |
| Academya                        | Viszonzatlan érzelmek         | 67       |
| Romapop                         | Csándo Szúno (Álmomban sem)   | 64       |
| Tóth Lénárd                     |                               | n.a.     |
| Csengeri Ottilia és Csuha Lajos | [ 3 ]                         | 51       |
| M. Fodor Ákos                   |                               | 54       |
| Pintácsi Viktória               | Ne tiltsd el tőlem a szívedet | 71       |
| Kortársak                       | Az ölelés sem véd             | 89       |
| Bokor Fekete Krisztina          |                               | 71       |
| Csutka és a Neon                | Hóbort                        | 77       |

Az este meghívott előadója: Flipper Öcsi

### 2. Elődöntő (február 16.)
| Előadó                    | Dal                        | Pontszám |
| ------------------------- | -------------------------- | -------- |
| AD Studio                 | Valami nagy szerelem       | 75       |
| F-Rock                    | Angyallány                 | 49       |
| Berentei Péter            | Szállj le a felhőkből      | 58       |
| Rácz Tibor, Bacsa Ferenc  | A célodért élj             | 56       |
| Tony Solo                 | Lárifári                   | 78       |
| A kertész kutyái          | Áll a bál                  | 58       |
| Happy End Band            | Így akarom                 | 48       |
| Andi                      | Simogasd meg a kiskutyámat | 36       |
| Polgár Tibor              | Van remény                 | 52       |
| Bíborszél                 | Nem hiszem el              | 67       |
| Lady Macbeth              | Örökre eltűnök             | 67       |
| Géczi Erika és a Szextett | Szerelem                   | 76       |
| Bumm!                     | Amerika                    | 74       |

Az este meghívott előadója: Mohó Sapiens

## Döntő (február 23.)
Győztes |       2. helyezett |       3. helyezett
| #   | Előadó                    | Dal                           | Pontszám |
| --- | ------------------------- | ----------------------------- | -------- |
| 1.  | Academya                  | Viszonzatlan érzelmek         | 106      |
| 2.  | AD Studio                 | Valami nagy szerelem          | 145      |
| 3.  | Bíborszél                 | Nem hiszem el                 | 124      |
| 4.  | Bumm!                     | Amerika                       | 111      |
| 5.  | Csutka és a Neon          | Hóbort                        | 114      |
| 6.  | Géczi Erika és a Szextett | Szerelem                      | 124      |
| 7.  | Kortársak                 | Az ölelés sem véd             | 147      |
| 8.  | Lady Macbeth              | Örökre eltűnök                | 112      |
| 9.  | Pintácsi Viktória         | Ne tiltsd el tőlem a szívedet | 126      |
| 10. | Tony Solo                 | Lárifári                      | 126      |

Az este meghívott előadója: R-GO

## Díjazottak
| Díjak               | Előadó                                                                        | Dal                                                                           |
| ------------------- | ----------------------------------------------------------------------------- | ----------------------------------------------------------------------------- |
| 1. díj              | Kortársak                                                                     | Az ölelés sem véd                                                             |
| 2. díj              | AD Studio                                                                     | Valami nagy szerelem                                                          |
| 3. díj              | Pintácsi Viktória                                                             | Ne tiltsd el tőlem a szívedet                                                 |
|                     |                                                                               |                                                                               |
| Legjobb dalszöveg   | Kormos Zsolt a Kortársak Az ölelés sem véd című dalukért                      | Kormos Zsolt a Kortársak Az ölelés sem véd című dalukért                      |
| Legjobb szerzői díj | Szikora Róbert a Pintácsi Viktória Ne tiltsd el tőlem a szívedet című daláért | Szikora Róbert a Pintácsi Viktória Ne tiltsd el tőlem a szívedet című daláért |
| Közönségdíj         | Bíborszél a Nem hiszem el című dalukért                                       | Bíborszél a Nem hiszem el című dalukért                                       |